# Narain Karthikeyan
Narain Karthikeyan este un pilot de Formula 1. Narain este născut la data de 14 ianuarie 1977 la Chennai, Tamil Nadu, India. 
Până să ajungă în Formula 1, Narain a pilotat în competiții precum Formula Nippon și A1 Grand Prix.

## Cariera în Formula 1
| Sezon | Echipă                  | Număr puncte | Loc clasament general |
| ----- | ----------------------- | ------------ | --------------------- |
| 2005  | Jordan Grand Prix       | 5            | 18                    |
| 2006  | WilliamsF1 Team         | Pilot teste  | -                     |
| 2007  | AT&T Williams           | Pilot teste  | -                     |
| 2011  | Hispania Racing F1 Team | 0            | -                     |
| 2012  | HRT F1 Team             | 0            | -                     |